# Georg Albrecht Klebs

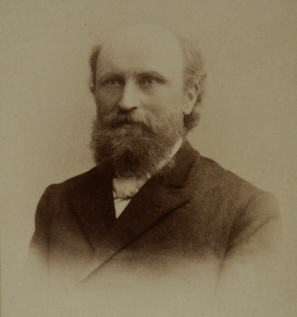
Georg Albrecht Klebs.

Georg Albrecht Klebs (* 23. Oktober 1857 in Neidenburg, Ostpreußen (jetzt Nidzica, Polen); † 25. Oktober 1918 in Heidelberg) war ein deutscher Botaniker. Sein offizielles botanisches Autorenkürzel lautet „G.A.Klebs“.

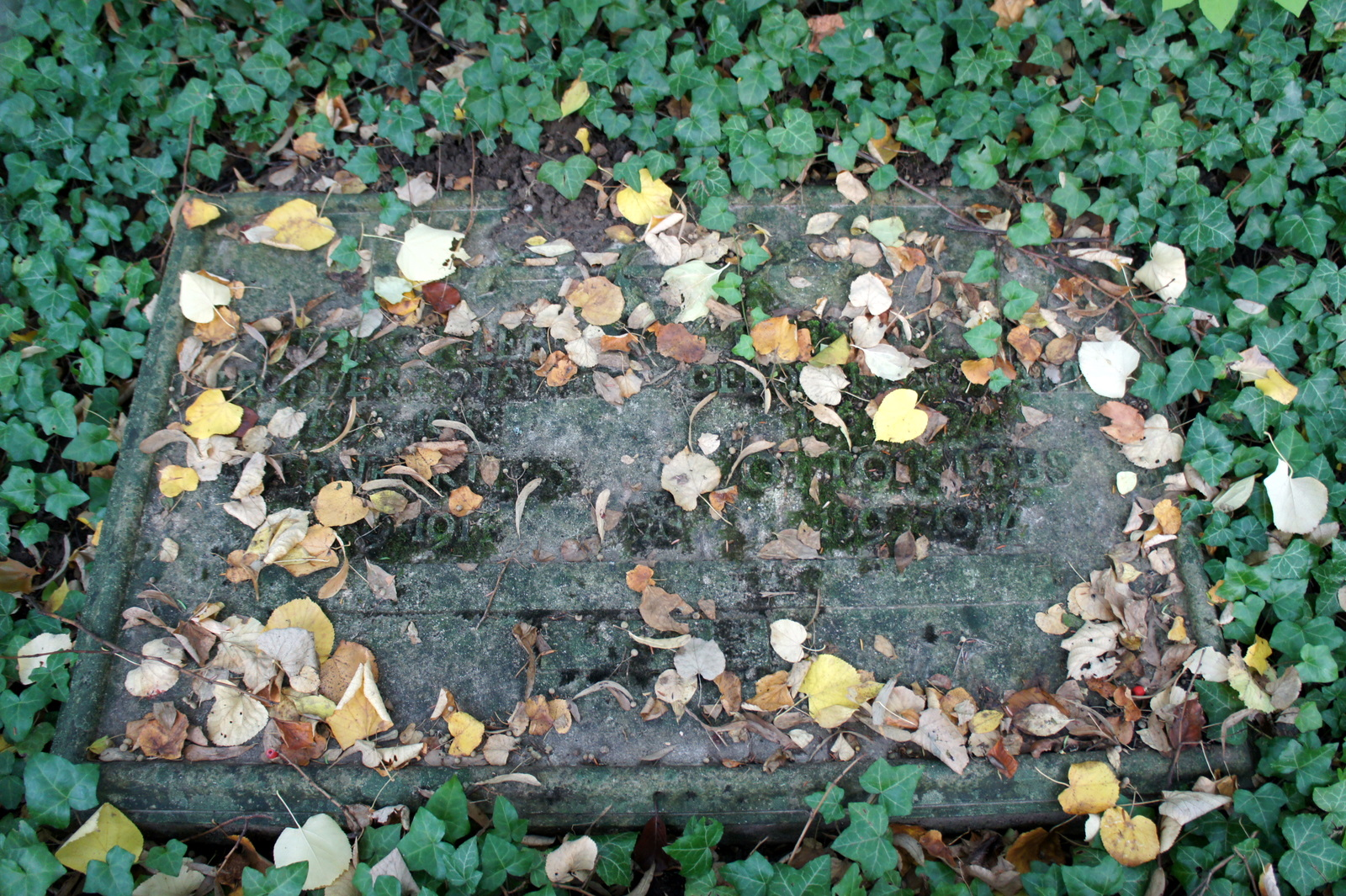
Klebs' Grabplatte in Heidelberg

Georg Klebs studierte ab 1874 Chemie, Philosophie und Kunstgeschichte an der Universität Königsberg. Nach Beschäftigung mit der Botanik wurde er Assistent von Anton de Bary an der Universität Straßburg. Nach Militärdienst wurde er Assistent bei Julius Sachs an der Universität Würzburg und bei Wilhelm Pfeffer an der Universität Tübingen.
1883 erhielt er die venia legendi der Universität Tübingen.
1887 wurde er Professor an der Universität Basel, wo Carl Emanuel Burckhardt sein Schüler war. 1898 an der Universität Halle und 1907 an der Universität Heidelberg. 1909 wurde er ordentliches Mitglied der Heidelberger Akademie der Wissenschaften.
Klebs gilt als Begründer der botanischen Entwicklungsphysiologie.

## Schriften
- Zur Entwicklungsphysiologie der Farnprothaillen, 3 Bände, 1917.
- Beiträge zur Physiologie der Pflanzenzelle, 1888.
- Die Bedingungen der Fortpflanzung bei einigen Algen und Pilzen, 1896, 2. Auflage 1928.
- Willkürliche Entwicklungsänderungen bei Pflanzen. Ein Beitrag zur Physiologie der Entwicklung, 1903; Reprint, VDM, Saarbrücken, 2007, ISBN 978-3-8364-1798-3.
- Erinnerungen an Jakob Burckhardt. Carl Winter, Heidelberg 1919.[1]